# 株洲テレビ塔

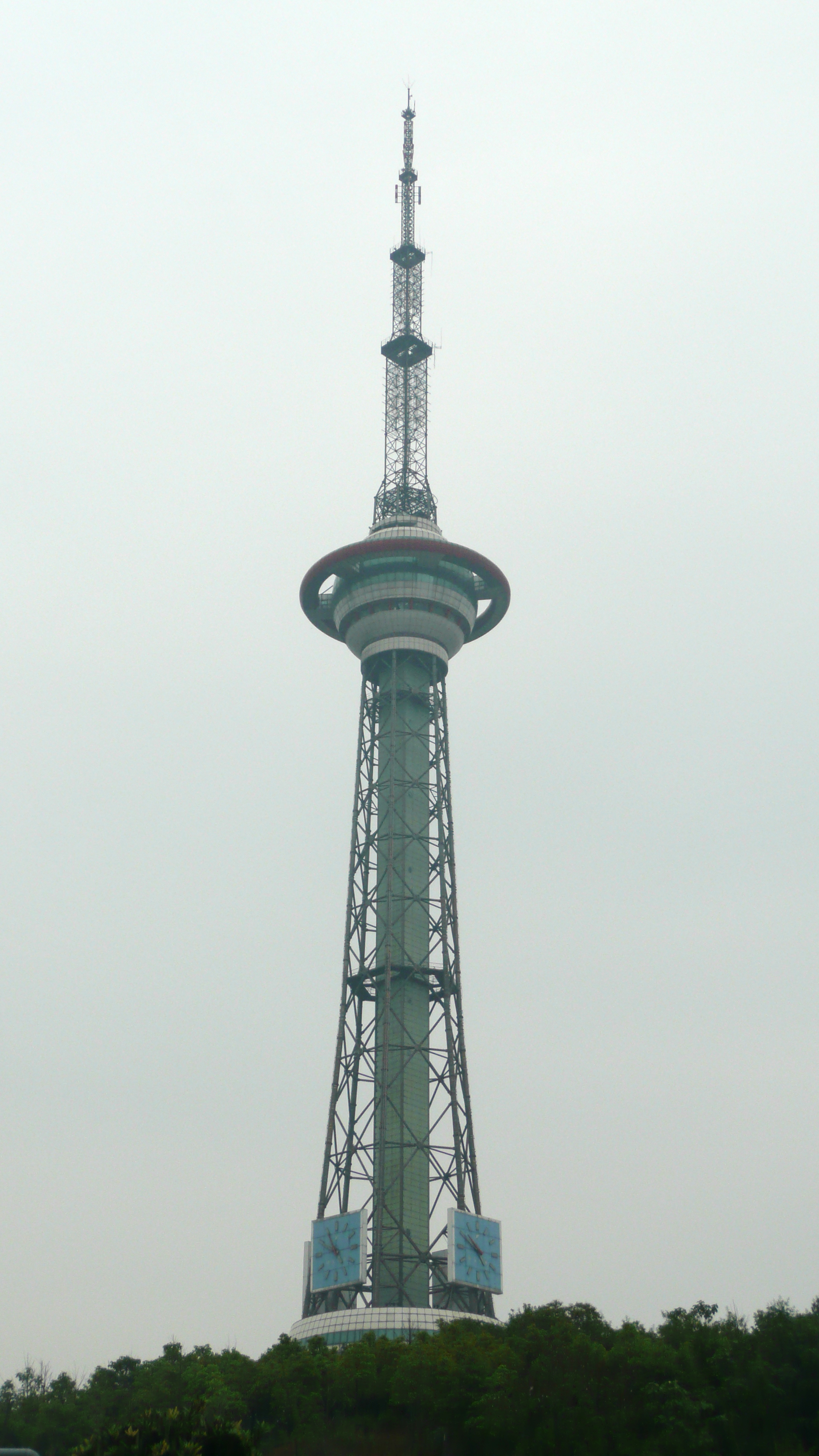
株洲テレビ塔

株洲テレビ塔（しゅしゅうテレビとう、Zhuzhou Television Tower）は、中華人民共和国湖南省株洲に位置する、高さ293mの塔である。テレビ塔としては中国で2番目の高さを持つ。
1999年に1300万米ドルの建設費で完成。